# Kraljevo
Kraljevo (în sârbă Краљево; pronunție sârbă:  audio) este un oraș din centrul Serbiei și centrul administrativ al districtului Raška din centrul Serbiei. Acesta este situat la confluența dintre râurile Morava de Vest și Ibar, în regiunea geografică Šumadija, între munții Kotlenik aflați în nord și munții Stolovi în sud. 
În 2011, orașul Kraljevo a avut o populație de 68.749 de locuitori, în timp ce zona administrativă a orașului (comuna) a avut 125.488 de locuitori. Cu o suprafață de 1530 km², este cea mai mare comună (după Belgrad) din Serbia. 
După a doua răscoală sârbă, Kraljevo, atunci numit Karanovac, a devenit capitala țării în 1819 sub stăpânirea prințului Miloš Obrenović. În 1882, regele Milan I Obrenović, după ce a înființat Regatul Serbiei, în onoarea încoronării sale, a schimbat numele Karanovac în Kraljevo.

## Nume
Cunoscută anterior ca Rudo Polje (Рудо Поље), Karanovac (Карановац) și Rankovićevo (Ранковићево), Kraljevo a primit numele actual, adică „Orașul regelui“, de la regele Milan I al Serbiei în onoarea propriei sale încoronării și a altor șase regi sârbi care au fost încoronați în această zonă. Stema modernă a orașului prezintă șapte coroane care-i simbolizează pe cei șapte regi sârbi care ar fi fost încoronați în Biserica Încoronării din Kraljevo.

## Istorie
Regiunea „joasă” Ibar este considerată a fi prima zonă în care sârbii au început să dezvolte viața culturală, politică și economică. Statul sârb Rascia (Marele Principat Sârbesc) a fost format în secolul al XI-lea, centrat în jurul orașului vechi Ras, în zona Novi Pazar de astăzi. Există numeroase mănăstiri în zona Kraljevo, Studenica (1188), Gradac și Stara Pavlica. Există, de asemenea, o fortăreață medievală cunoscută sub numele de Maglič. Mănăstirea Žiča (1219) a fost scaunul original al arhiepiscopiei sârbe, care a fost folosit pentru încoronarea regilor sârbi. 
Satul Rudo Polje, din care a apărut Kraljevo, a fost stabilit în timpul secolului al XIV-lea. Această zonă a fost ocupată de turci între 1458 și 1459. 
În timpul guvernării turcești, Rudo Polje a devenit cunoscut sub numele de Karanovac. Karanovac a devenit o așezare importantă în timpul războiului dintre Austria și Turcia, în perioada dintre 1718 și 1739. După 1718, s-a stabilit o graniță între Austria și Turcia de-a lungul malului drept al râului Morava, ceea ce a făcut ca localitatea Karanovac  să devină un loc de refugiu pentru turcii care fugeau de austrieci. 
În timpul primei răscoale a sârbilor din 1805, Karanovac a fost puternic afectat și cea mai mare parte a populației turce a plecat, lăsându-i pe sârbi să continue dezvoltarea orașului în perioada următoare revoltei. 

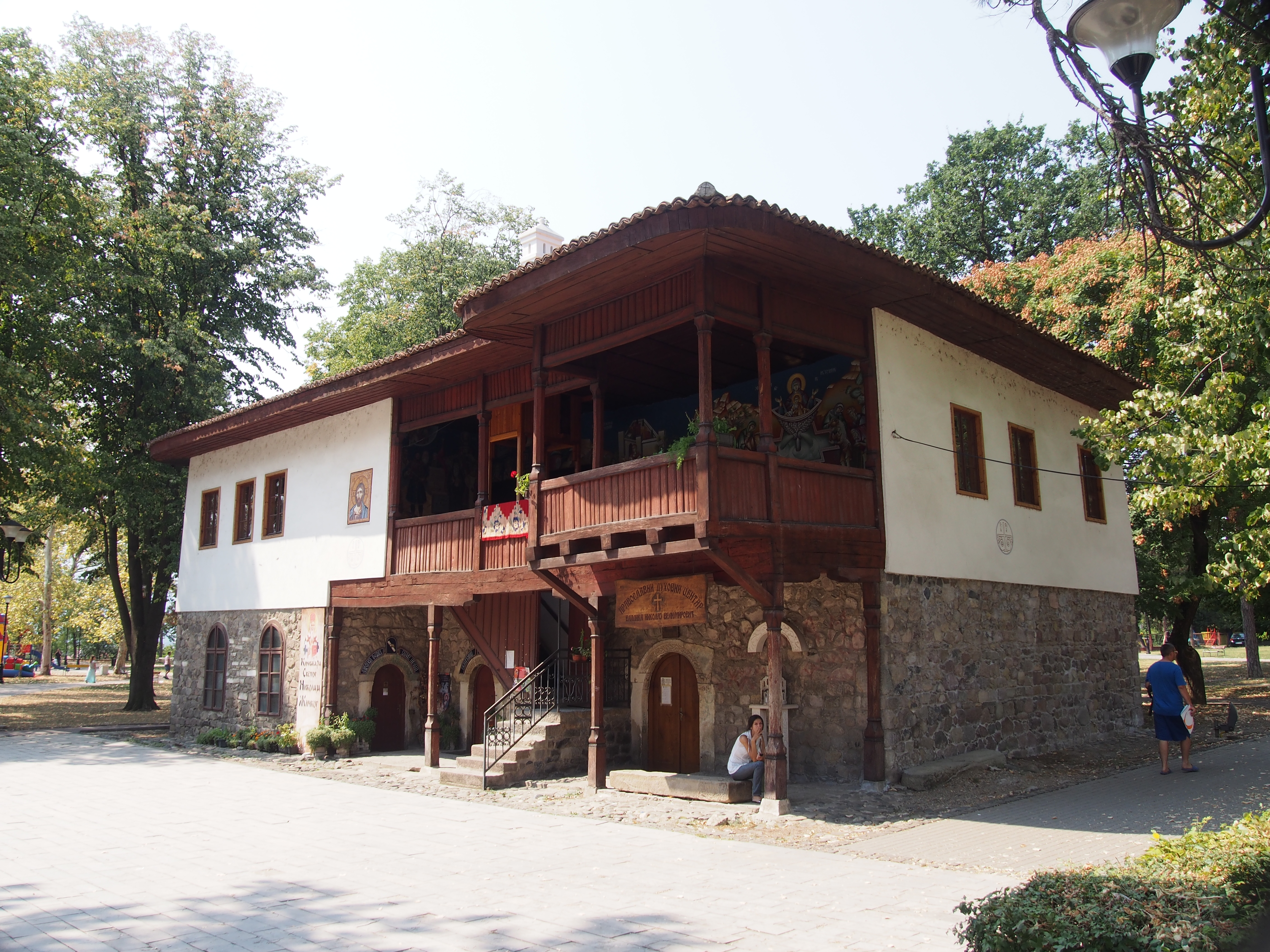
Gospodar Vasin Konak (conacul maestrului Vasa), construit în 1830, cea mai veche clădire care s-a păstrat

După a doua răscoală sârbă, Karanovacul eliberat a devenit capitala țării în 1819 sub stăpânirea prințului Miloš Obrenović. În acea perioadă a fost construită Catedrala Ortodoxă a Sfintei Treimi; Gospodar Vasin Konak, un conac folosit de oaspeții înstăriți, precum și o serie de clădiri publice semnificative. Kraljevo a avut primul plan urbanistic și a devenit un oraș economic important. 
În 1882, regele Milan I Obrenović, după ce a înființat Regatul Serbiei, în onoarea încoronării sale, a schimbat numele Karanovac în Kraljevo și a dat ordinul de restaurare a mănăstirii Žiča care era destul de dărăpănată în aceea perioadă. 
În 1919, Nikolaj Velimirović, a fost consacrat episcop de Žiča și a petrecut o scurtă perioadă în oraș. S-a întors din nou în 1935 și a rămas până în 1941. El a reconstruit și lărgit mănăstirea locală. 
În timpul celui de-al doilea război mondial, Kraljevo a fost ocupat de armata germană. În octombrie 1941, forțele comune ale cetnicilor și partizanilor au asediat și au atacat forțele germane din Kraljevo în timpul asediului de la Kraljevo. Ca represalii, Wehrmacht a făcut masacrul de la Kraljevo, ucigând 2.000 de locuitori ai orașului. Un complex memorial construit în anii 1970 comemorează astăzi locul masacrului. În noiembrie 1944, în Kraljevo și în împrejurimile sale au avut loc lupte grele care au culminat cu eliberarea orașului la 29 noiembrie 1944. 
În timpul bombardamentului NATO din Iugoslavia din 1999, aeroportul Lađevci situat în apropiere de Kraljevo a fost bombardat. 

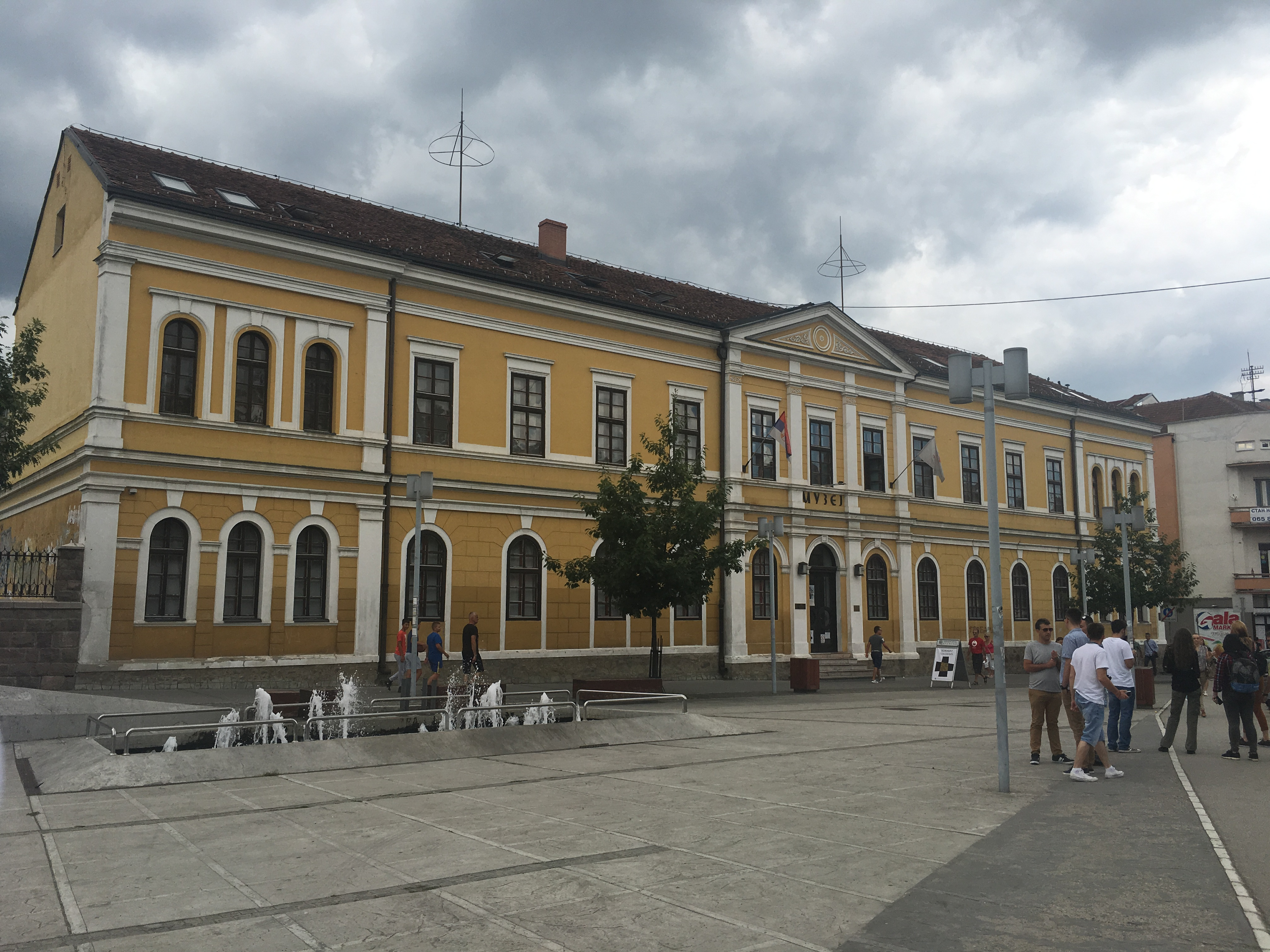
Muzeul Orasului Kraljevo

O caracteristică proeminentă a zonei este Biserica Încoronării, care aparține Mănăstirii Žiča. Se spune că șapte regi sârbi au fost încoronați (cele șapte coroane de pe stema orașului reprezintă această presupunere) în această biserică. Biserica este construită în stil bizantin și a fost parțial restaurată, rămânând doar turnul principal din clădirea inițială datând din 1210, când a fost fondată de Sfântul Sava, patronul Serbiei. 
Faimoasa mănăstire de la Studenica, la 39 kilometri (24 mi) sud-vest de Kraljevo, a fost clădită printre munții sud-vestici, cu vedere spre râul Studenica, afluent al râului Ibar. Se compune dintr-un grup de clădiri vechi din lemn și ipsos, o clopotniță înaltă și o biserică mică din marmură albă, fondată în 1190 de regele Ștefan Nemanja, care a devenit călugăr și a fost canonizat ca Sfântul Simeon. Sculpturile din jurul ușilor dinspre nord, sud și vest au fost parțial desfăcute de turci . Pereții interiori sunt decorați cu fresce bizantine, dintre care doar o pictură din Cina cea de Taină și portretele a cinci sfinți rămân din opera de artă originală. Cupola și pronaosul sunt adăugări moderne. 
Altarul de argint al Sfântului Simeon se află în interiorul bisericii, împreună cu multe ornamente din aur și argint, vase bisericești și manuscrise vechi, precum și un set de veșminte și un relicvar, despre care călugării au crezut că ar fi fost proprietatea Sfântului Sava care a întemeiat primul spital din Studenica în secolul al XIII-lea. 
În diferite perioade istorice, Kraljevo a făcut parte din diferite formate administrative din Serbia, de exemplu în Regatul Sârbilor, Croaților și Slovenilor, ca parte a Serbiei de Nord, pe vremea Regatului Iugoslaviei, ca parte a Banovinei Moraviei etc. iar astăzi face parte oficial din Regiunea Sumadija și Serbia de Vest. 

### Cutremur din 2010
Kraljevo a fost zguduit de un cutremur de magnitudinea 5,4 la 3 noiembrie 2010. Două persoane au murit și peste 100 au suferit răni ușoare. O serie de clădiri au suferit pagube, iar câteva sute, în principal clădiri mai vechi, au fost inutilizabile. Au fost mai multe replici mai slabe, inclusiv un mic cutremur de magnitudinea 4,3 la 4 noiembrie 2010.

## Date demografice
Conform rezultatelor recensământului din 2011, un număr de 125.488 de locuitori au locuit în comuna Kraljevo. 
Orașul Kraljevo a avut 41.358 de gospodării cu 3,03 membri în medie, în timp ce numărul de locuințe a fost de 53 367.
Structura religioasă a orașului Kraljevo a fost în 2011 predominant ortodoxă sârbă (120.240), cu minorități precum musulmani (532), atei (487), catolici (286), protestanți (82) și altele. Cea mai mare parte a populației din 2011 a vorbit în limba sârbă (122.007). 
Compoziția populației în funcție de sex și vârstă medie:
- Bărbați - 61.585 (41,02 ani) și
- Femei - 63.903 (43,45 ani).

În total, 53.137 de cetățeni (mai mari de 15 ani) au avut studii medii (49,78%), în timp ce 15.281 de cetățeni au avut studii superioare (14,31%). Dintre cei cu studii superioare, 9.326 (8,73%) au avut studii universitare.

### Grupuri etnice
Compoziția etnică din orașul Kraljevo, conform recensământului din 2011 a fost:
| Grup etnic | Populație în 2011 |
| ---------- | ----------------- |
| Sârbi      | 120267            |
| rromi      | 1266              |
| macedoneni | 224               |
| croați     | 162               |
| iugoslavi  | 106               |
| musulmani  | 44                |
| ruși       | 40                |
| bulgari    | 33                |
| maghiari   | 30                |
| sloveni    | 29                |
| Alții      | 3287              |
| Total      | 125488            |

## Așezări
Cu o suprafață de1.530 kilometri pătrați (591 mi2) Kraljevo este cea mai mare comună (după Belgrad) din Serbia. În afară de zona urbană, comuna include 92 de așezări: 
 Dintre acestea, Adrani, Centar, Čibukovac, Grdica, Higijenski Zavod, Jarčujak, Konarevo, Mataruge, Mataruška Banja, Metikoš, Ratina, Ribnica, Stara Čaršija, Vitanovac, Vrba, Zaklopača, Zelengora și Žiča se află în limitele orașului. 

## Economie
Următorul tabel oferă o previzualizare a numărului total de persoane înregistrate angajate de persoane juridice după activitatea lor principală (în 2019):
| Activitate                                                                     | Total |
| ------------------------------------------------------------------------------ | ----- |
| Agricultură, silvicultură și pescuit                                           | 326   |
| Minerit si cariere                                                             | 176   |
| Fabricație                                                                     | 6745  |
| Alimentare cu energie electrică, gaz, abur și aer condiționat                  | 630   |
| Rezerva de apa; activități de canalizare, gestionare și remediere a deșeurilor | 478   |
| Construcții                                                                    | 1708  |
| Comerț cu ridicata și cu amănuntul, reparații de autovehicule și motociclete   | 4846  |
| Transport și depozitare                                                        | 2.006 |
| Cazare și servicii alimentare                                                  | 1364  |
| Informatie si comunicare                                                       | 561   |
| Activități financiare și de asigurare                                          | 426   |
| Activități imobiliare                                                          | 136   |
| Activități profesionale, științifice și tehnice                                | 1107  |
| Activități de servicii administrative și de asistență                          | 737   |
| Administrație publică și apărare; securitate socială obligatorie               | 2413  |
| Educație                                                                       | 1,995 |
| Sănătate umană și activități de muncă socială                                  | 2793  |
| Arte, divertisment și recreere                                                 | 493   |
| Alte activități de servicii                                                    | 695   |
| Muncitori agricoli individuali                                                 | 1037  |
| Total                                                                          | 30674 |

## Turism
Începând cu anul 1990, pe râul Ibar se desfășoară o regată anuală numită Veseli spust. Cursa are de 25 kilometri (16 mi) lungime, începe de la fortăreața Maglič și se termină în Kraljevo. Are loc la începutul lunii iulie, iar în 2017 au participat peste 300 de bărci și 5.000 de persoane. Regata inaugurală din 1990 a avut 150 de participanți, dar numărul a crescut la 10.000 în 2004-2006 și 20.000 în 2008.

## Sport
Cele mai populare sporturi din Kraljevo sunt baschetul, voleiul și fotbalul. Clubul de volei OK Ribnica joacă în Liga de volei de top din Serbia. Clubul de baschet KK Sloga joacă în Liga a 2-a de baschet a Serbiei B, în timp ce clubul de fotbal FK Kablar Sijaće Polje joacă în liga regională a Serbiei. 

## Locuitori celebri
Jucătorul NBA, Vlade Divac, și-a început cariera în Kraljevo, în timp ce juca la clubul de baschet Sloga (soția sa este din Kraljevo). Acum acesta donează sume de bani clubului. Un alt jucător din NBA, Nenad Krstić s-a născut în Kraljevo și a jucat pentru clubul de baschet „Mašinac” din Kraljevo. Kraljevo este locul de naștere al fotbalistului internațional Aleksandar Luković. Alți locuitori celebri: Nebojša Dugalić, actor, Predrag Živković Tozovac, cantautor muzical. 

## Relații internaționale

### Orașe gemene - orașe surori
Kraljevo este înfrățit cu: 
- Ivanovo, Rusia
- Sainte-Foy-lès-Lyon, Franța
- Sendenhorst, Germania
- Ahlen, Germania
- Lod, Israel
- Zielona Góra, Polonia[13]
- Maribor, Slovenia
- Kotor Varoš, Bosnia și Herțegovina
- Plužine, Muntenegru
- Hebron, Statul Palestina[14]

## Galerie

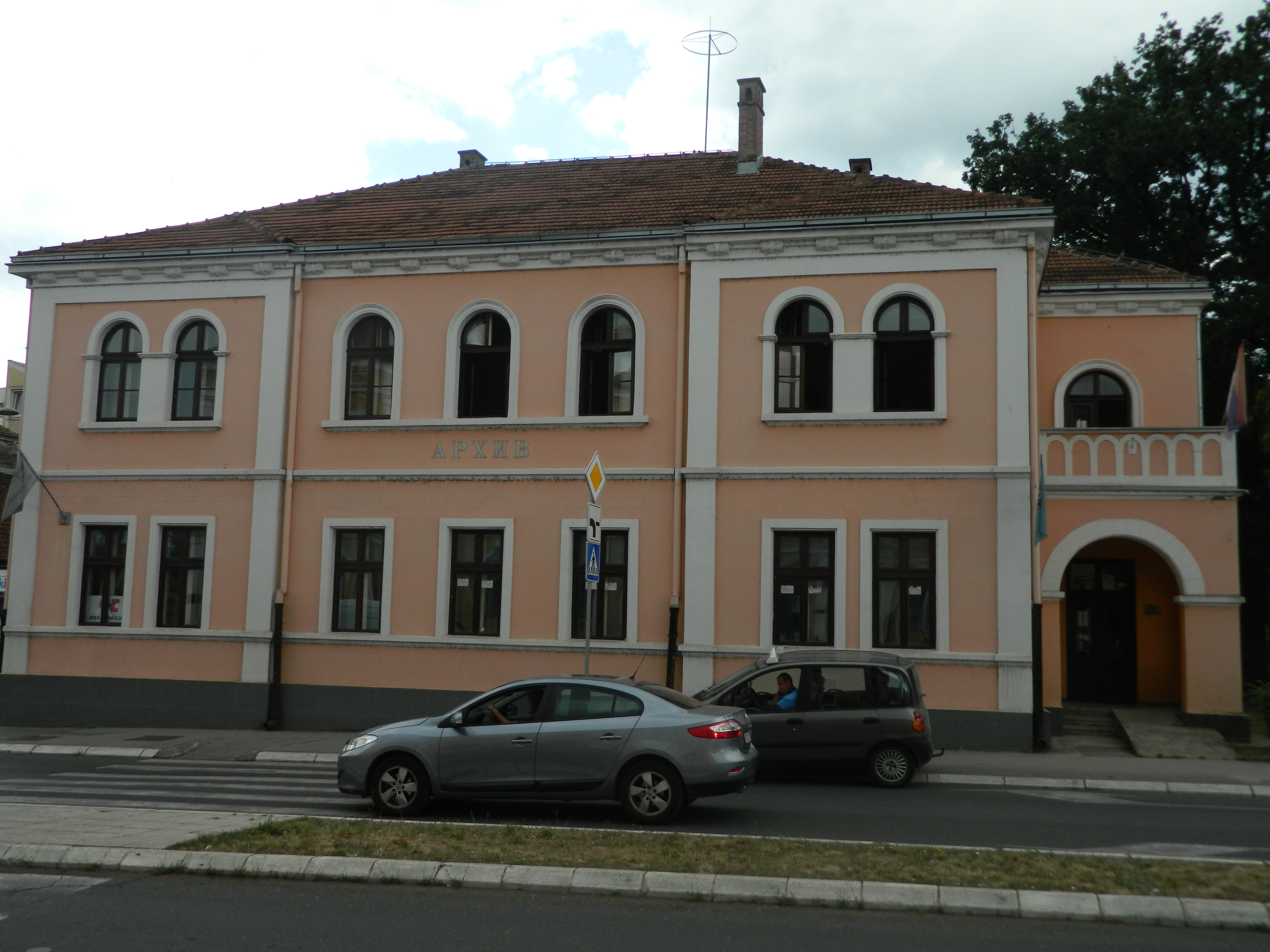
Arhiva Kraljevo
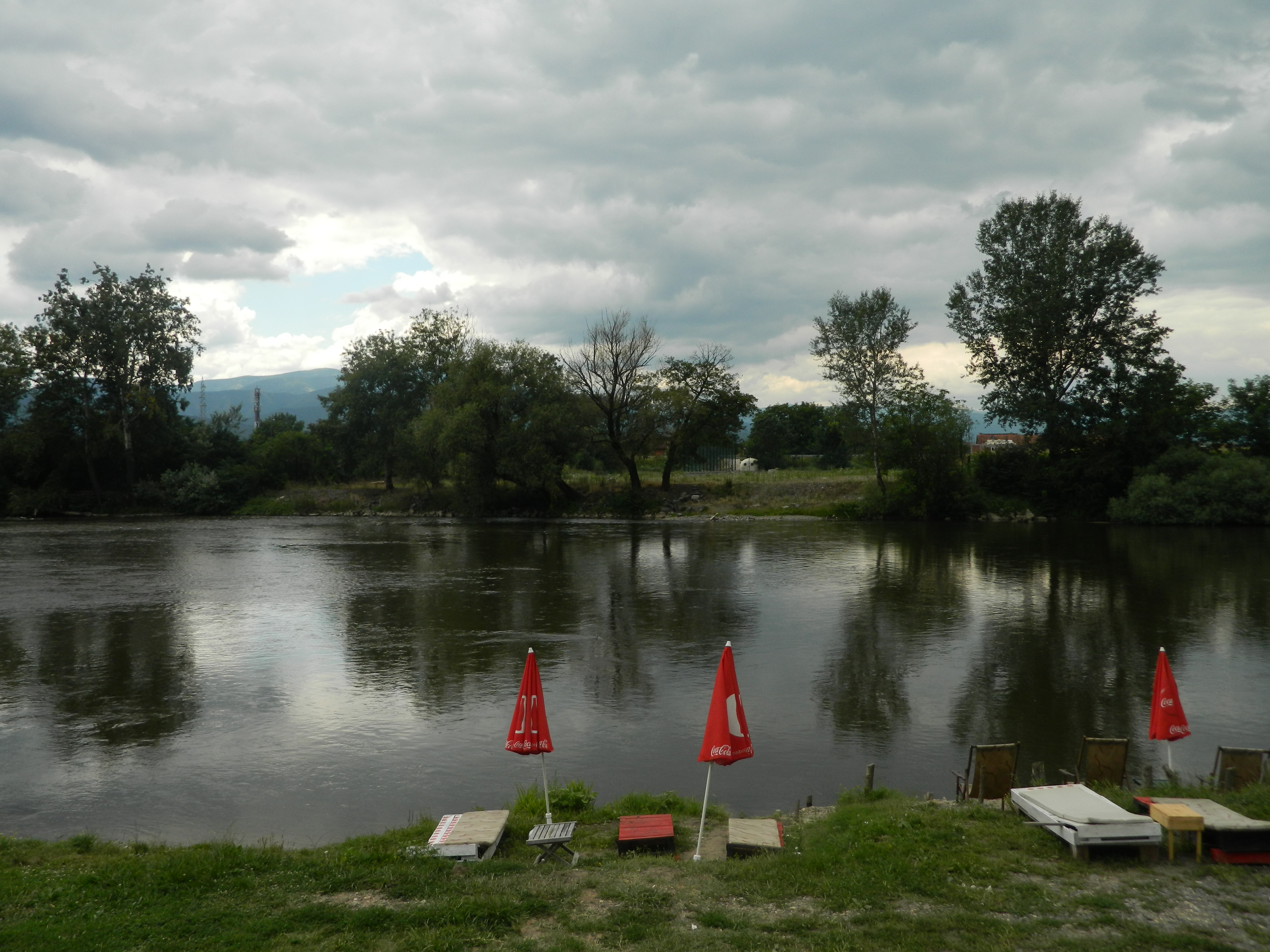
Râul Ibar, Kraljevo
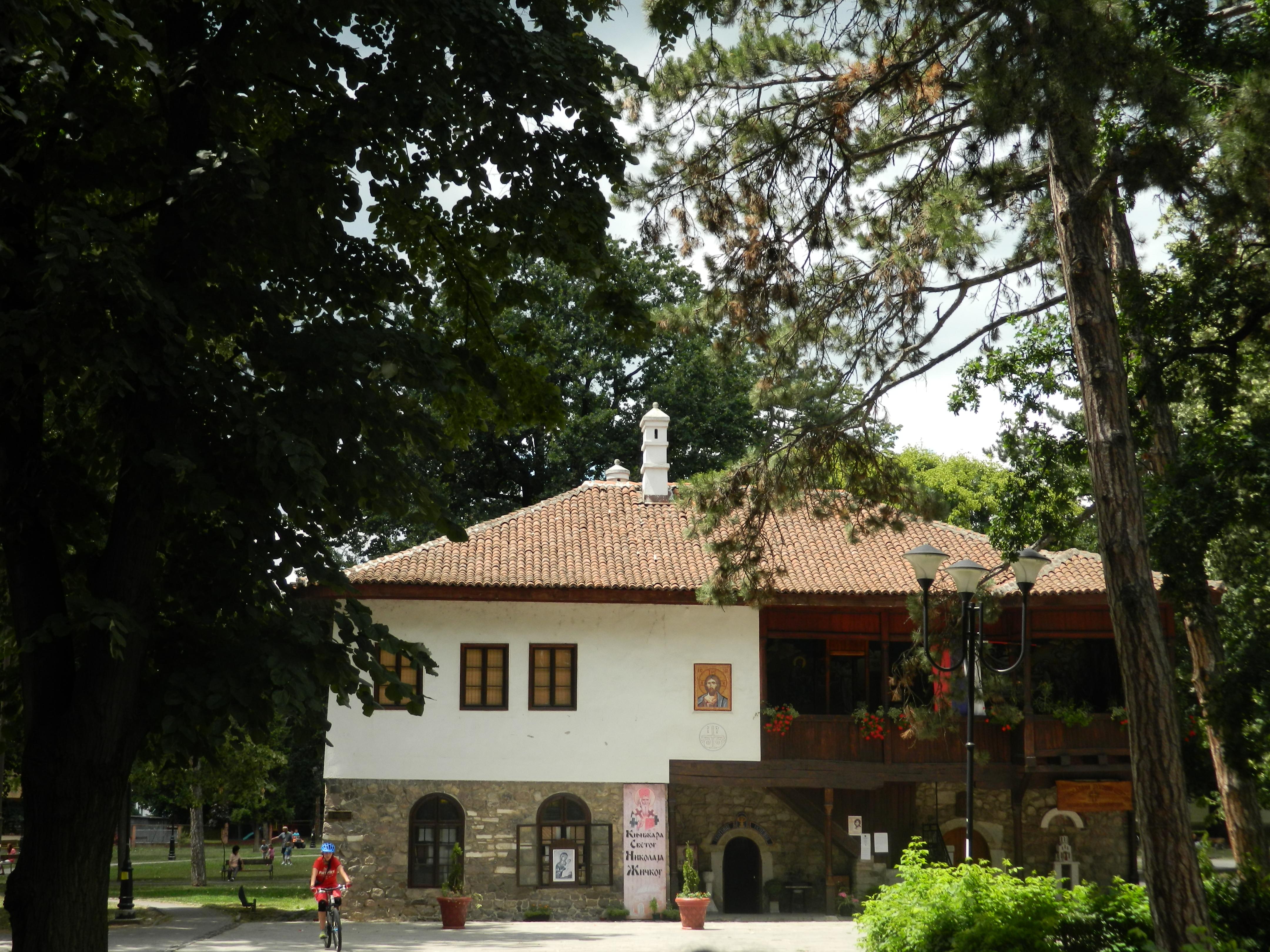
Parc, Kraljevo
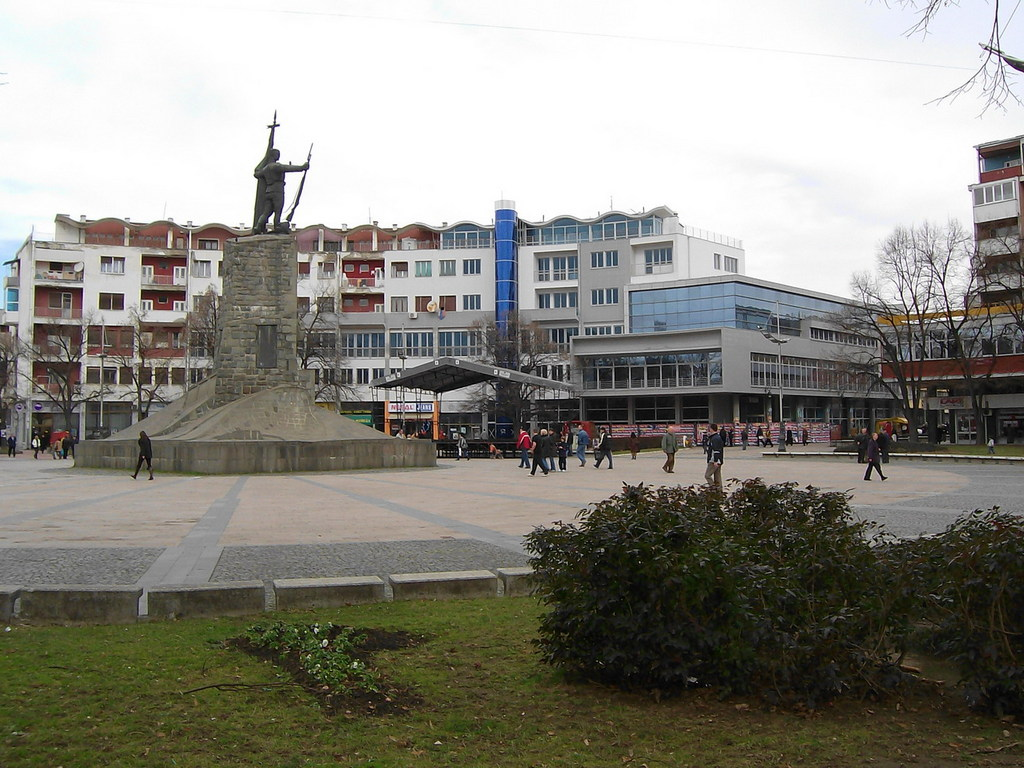
Piața din centrul orașului
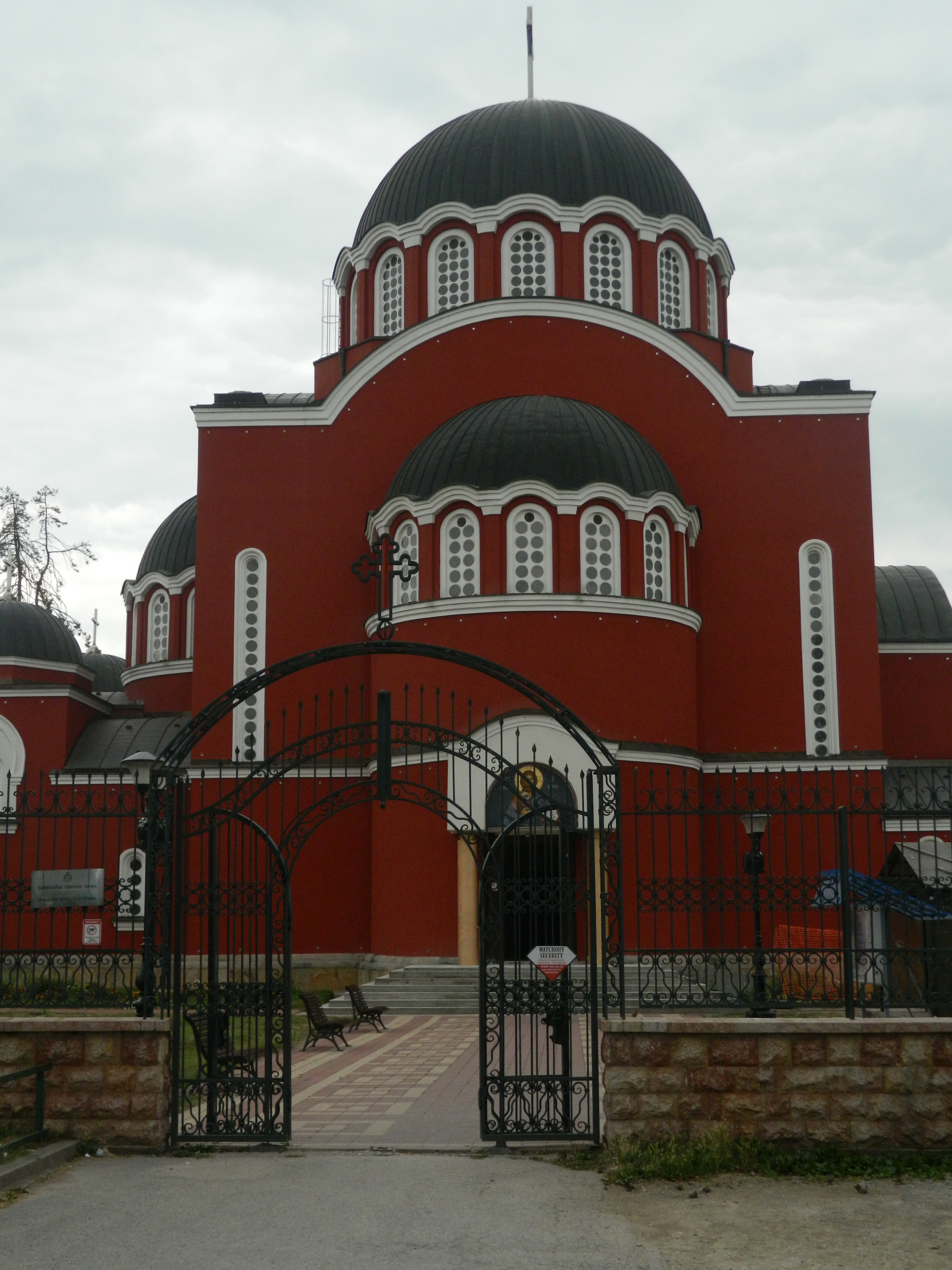
Biserica Sfântul Sava, Kraljevo
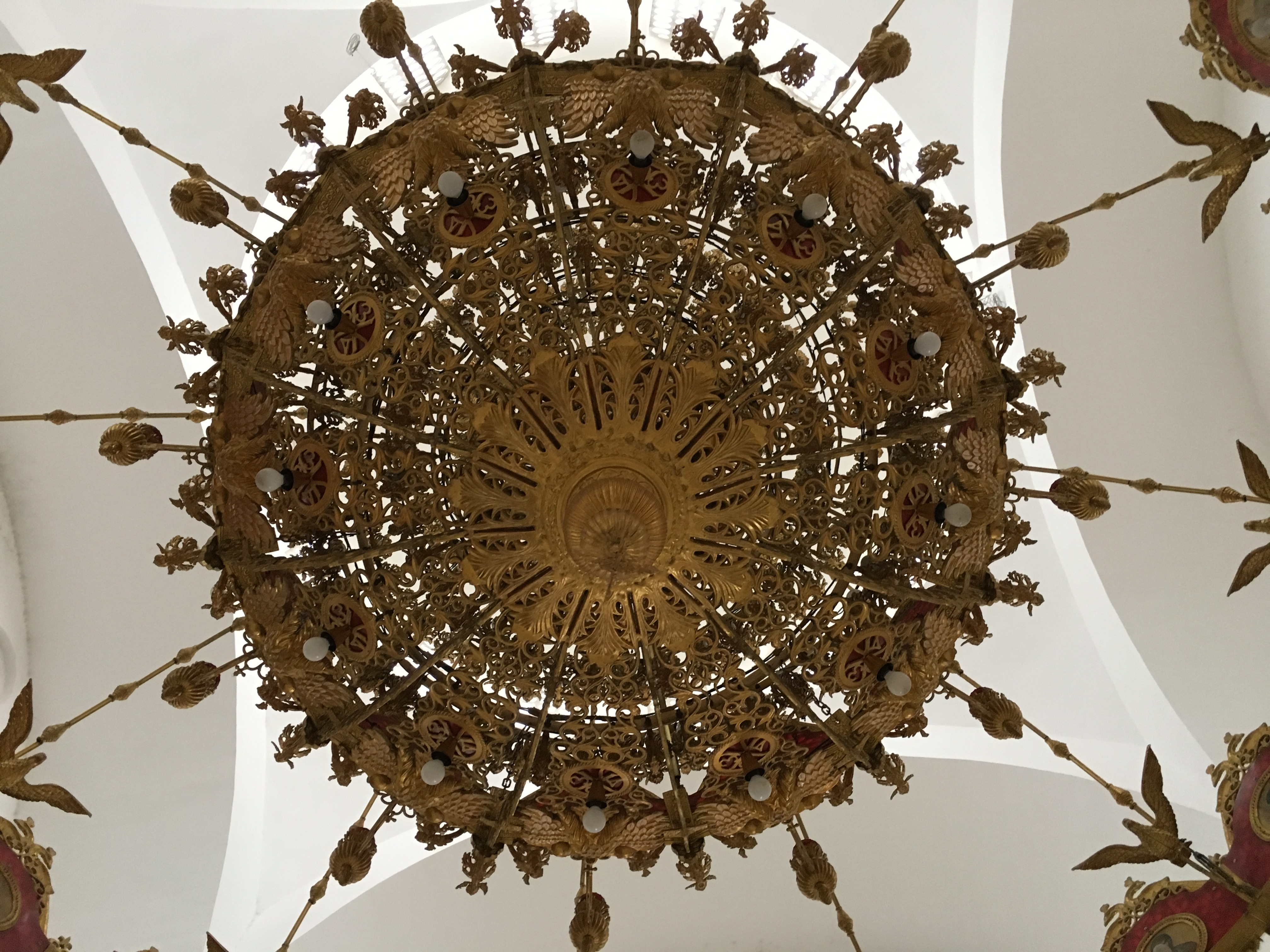
În interiorul Catedralei Sf. Sava, Kraljevo
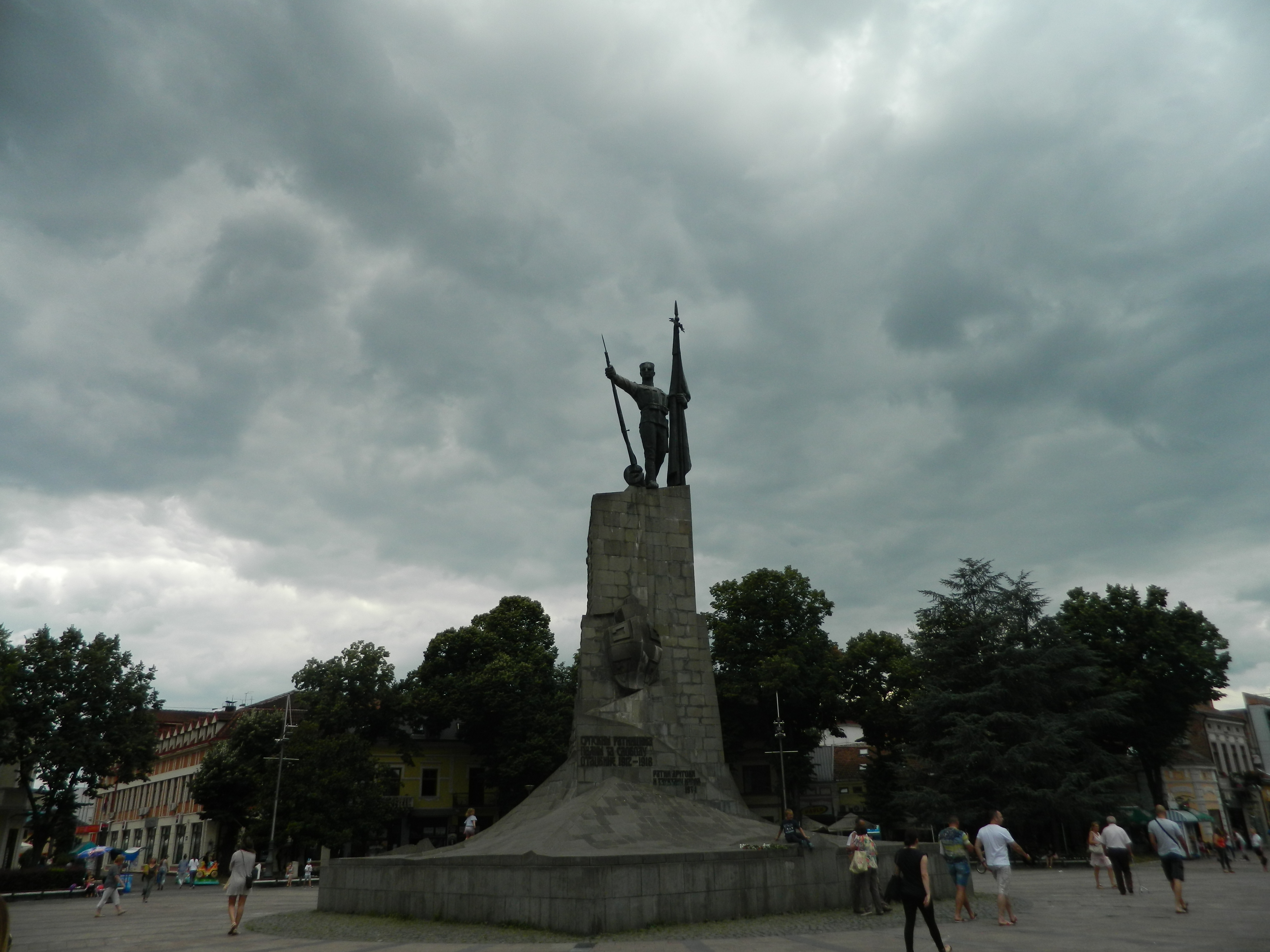
Monumentul ostașului sârb, Kraljevo
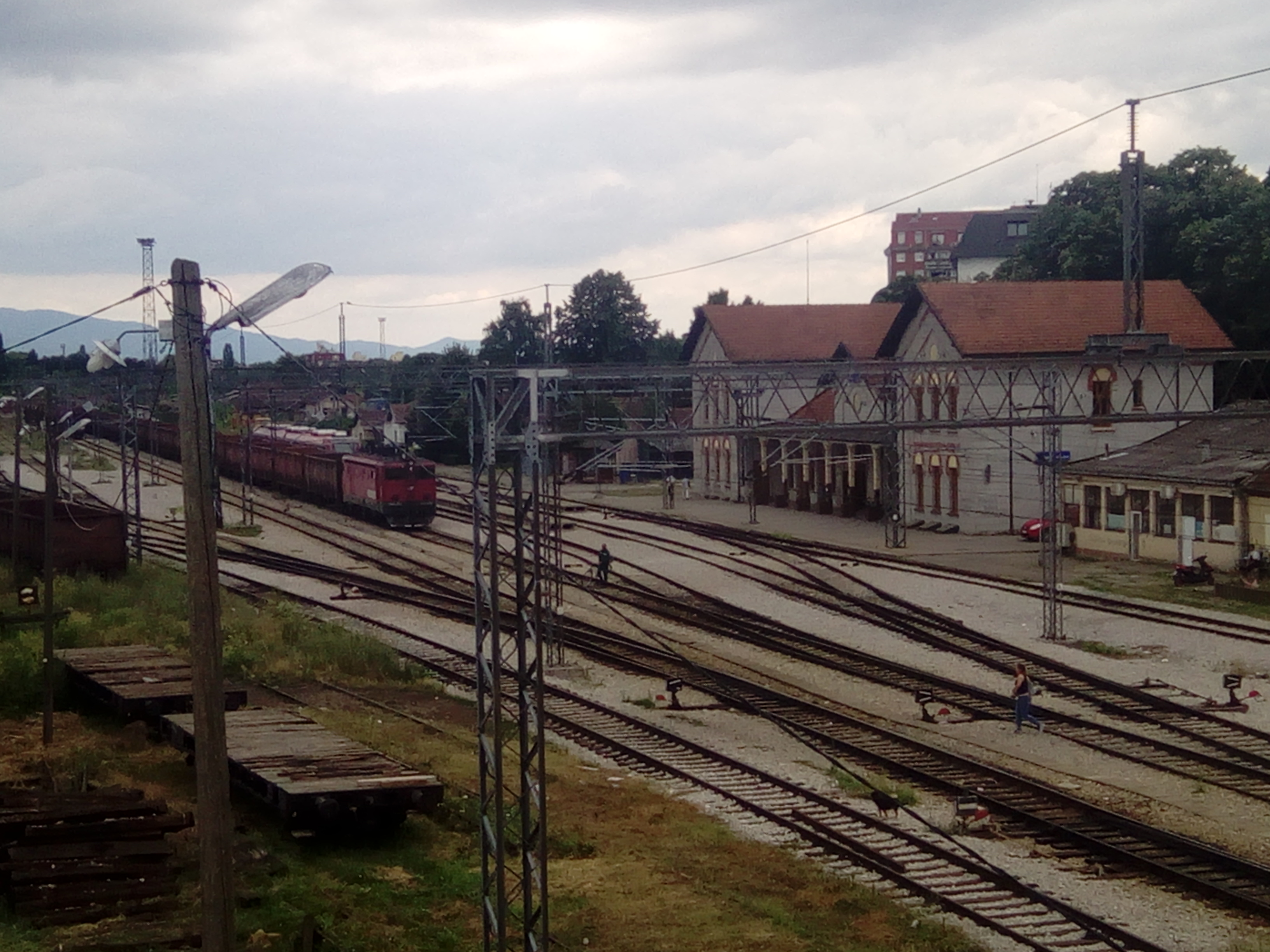
Gara Kraljevo
Aeroportul Morava